# Галстян, Катя
Катя Галстян (род. 1 января 1993 года) — армянская лыжница, участница Олимпийских игр в Сочи, двукратная чемпионка Армении.

## Карьера
В Кубке мира Галстян никогда не выступала. В 2012 и 2014 годах была чемпионкой Армении в гонках на 5 и 10 км соответственно.
На Олимпийских играх 2014 года в Сочи была 64-й в гонке на 10 км классическим стилем.
За свою карьеру принимала участие в одном чемпионате мира, на чемпионате мира 2013 года заняла 90-е место в спринте классическим ходом и 89-е место в гонке на 10 км свободным ходом.